# 約瑟夫湖
52°45′N 65°18′W / 52.750°N 65.300°W
約瑟夫湖是加拿大的湖泊，位於拉布拉多半島西南部，由紐芬蘭-拉布拉多省負責管轄，面積397平方公里，島嶼總面積54平方公里，海拔高度512米。